# Liste der Kulturdenkmäler in Dhronecken
In der Liste der Kulturdenkmäler in Dhronecken sind alle Kulturdenkmäler der rheinland-pfälzischen Ortsgemeinde Dhronecken aufgeführt. Grundlage ist die Denkmalliste des Landes Rheinland-Pfalz (Stand: 10. August 2023).

## Denkmalzonen
| Bezeichnung                              | Lage | Baujahr                      | Beschreibung                                                                              | Bild |
| ---------------------------------------- | --- | ---------------------------- | ----------------------------------------------------------------------------------------- | ---- |
| Denkmalzone Ortskern und Burg Dhronecken | Auf der Burg 1 und 2, Auf der Hostert 1, 2 und 4, Mühlenweg 2–13, Weyer Damm 1, Zur kleinen Dhron 1–9 und 8–12 Lage | ab 1290 bzw. 18. Jahrhundert | am Fuße des Schlosses errichtete Quereinhäuser, ab der ersten Hälfte des 18. Jahrhunderts | BW   |

## Einzeldenkmäler
| Bezeichnung                           | Lage                                                      | Baujahr                              | Beschreibung | Bild                           |
| ------------------------------------- | --------------------------------------------------------- | ------------------------------------ | --- | ------------------------------ |
| Burg Dhronecken                       | Auf der Burg 1 und 2 Lage                                 | 1290                                 | Burg der Wild- und Rheingrafen, 1290 erwähnt; Mauerreste und Rundturm der mittelalterlichen Anlage; zwei Torbögen, 17. Jahrhundert; ehemaliges Amtshaus, 18. Jahrhundert | weitere Bilder Fotos hochladen |
| Glockenturm                           | Auf der Hostert, vor Nr. 1 Lage                           | 18. Jahrhundert                      | Glockenturm mit Haubendach, 18. Jahrhundert | Fotos hochladen                |
| Neumühle                              | Mühlenweg 4 Lage                                          | 19. oder Anfang des 20. Jahrhunderts | ehemalige Mühle; eingeschossiges Wohnhaus, wohl aus dem 19. oder vom Anfang des 20. Jahrhunderts, Wirtschaftsteil eventuell älter, eisernes Mühlrad                      | BW                             |
| Heusner-Haus                          | Weyer Damm 1 Lage                                         | Anfang des 18. Jahrhunderts          | Mansarddachbau mit Galerie, Anfang des 18. Jahrhunderts | weitere Bilder Fotos hochladen |
| Bahnhof Dhronecken                    | Zum alten Bahnhof 8, 10 und 12 Lage                       | Anfang des 20. Jahrhunderts          | ehemaliger Bahnhof; Empfangsgebäude mit Fachwerkgüterschuppen, Typenbau, zwei kleine, ähnlich gestaltete Nebengebäude, Anfang des 20. Jahrhunderts                       | weitere Bilder Fotos hochladen |
| Wasserturm und Pumpstation Dhronecken | westlich des Ortes nahe der Bahnlinie (Hirtenweg 24) Lage | 1901/02                              | Hochbehälter: dreigeschossiger zylinderförmiger Schaft, Wasserbehälter mit Kegeldach und Dachreiter; Pumpenhaus: eingeschossiger Walmdachbau, 1901/02                    | weitere Bilder Fotos hochladen |